# بوماريكو
بوماريكو (بالإيطالية: Pomarico)‏ هي بلدية في مقاطعة ماتيرا في إقليم بازيليكاتا الإيطالي.

## السكان
في سنة 1861 بلغ عدد السكان 4٬817 نسمة، وتطور العدد ليصل في سنة 2011 لـ 4٬238 نسمة.
يظهر هذا المخطط البياني تطور النمو السكاني لـ بوماريكو

## أعلام
- فرانكو سلفادجي